# 서귀포 신평리 도요지
신평리 도요지는 대한민국 제주특별자치도 서귀포시 대정읍 신평리에 있는 고려시대의 도요지이다. 2005년 10월 5일 제주특별자치도의 기념물 제5호로 지정되었다.

## 지정 사유
자연지형을 이용하여 축조된 전형적인 제주 옹기가마 형태이며, 초기 옹기가마 중 보존 관리가 양호하고 학술적 가치가 높이 평가되고 있다.

## 개요
이 유적은 ‘앞동산 노랑굴’이라고도 한다. 우리 선현들이 일상 생활에서 사용하는 허벅·통개·병·장테 등의 도기를 만들었던 곳이다.
다른 지역에서는 그릇의 표면에 유약을 칠하지만, 이곳에서는 유약을 칠하지 않고 자연적으로 발색시킨다. 또한 다른 지역은 모두 토요(土窯)인 데 반하여 제주도의 도요는 세계에서 유일한 석요(石窯)이다.
이 유적은 제주도 특유의 도기문화를 꽃 피우던 곳일 뿐만 아니라, 우리 선현들의 지혜를 엿 볼 수 있는 곳이기도 하다.
이 굴은 남고 북저로 축조된 노랑굴도요지이다.
이 굴에는 도요지의 벽과 천장이 맞붙어 있는 구석에 잿물구멍이 50cm 간격으로 있고, 굴의 규격은 길이 16.05m, 너비 3.6m, 높이 1.8m이며, 내부 너비 1.6m로서 근대 중기에 건립된 것으로 추정된다.

## 참고 자료
- 신평리도요지 - 국가유산청 국가유산포털